# Hannopil, Tulciîn
Hannopil (în ucraineană Ганнопіль) este o comună în raionul Tulciîn, regiunea Vinnița, Ucraina, formată numai din satul de reședință.

## Demografie
Componența lingvistică a satului Hannopil
     Ucraineană (99,44%)
     Alte limbi (0,49%)
Conform recensământului din 2001, majoritatea populației satului Hannopil era vorbitoare de ucraineană (99,44%), existând în minoritate și vorbitori de alte limbi.